# Sakurayu

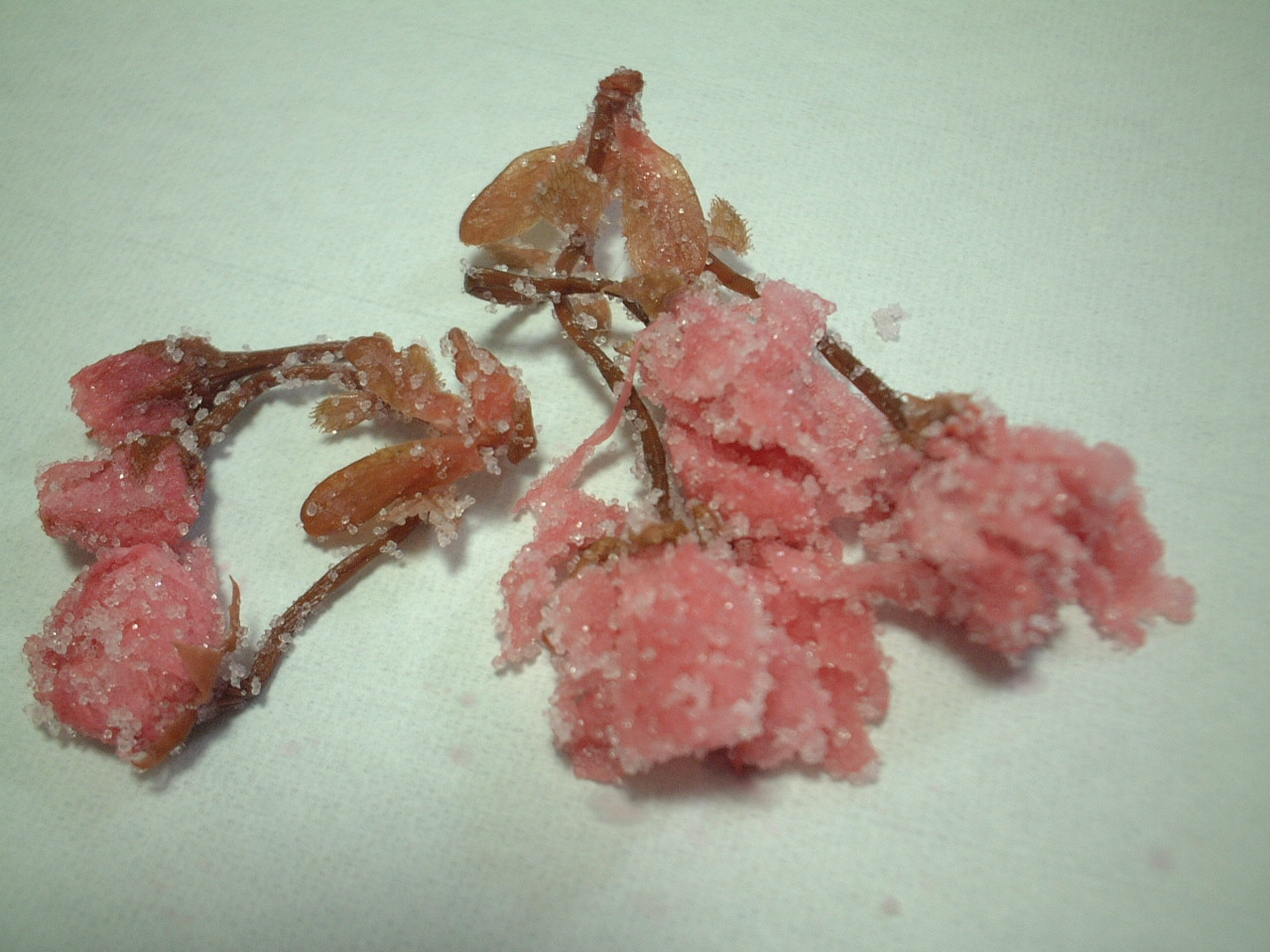
Flores em conserva

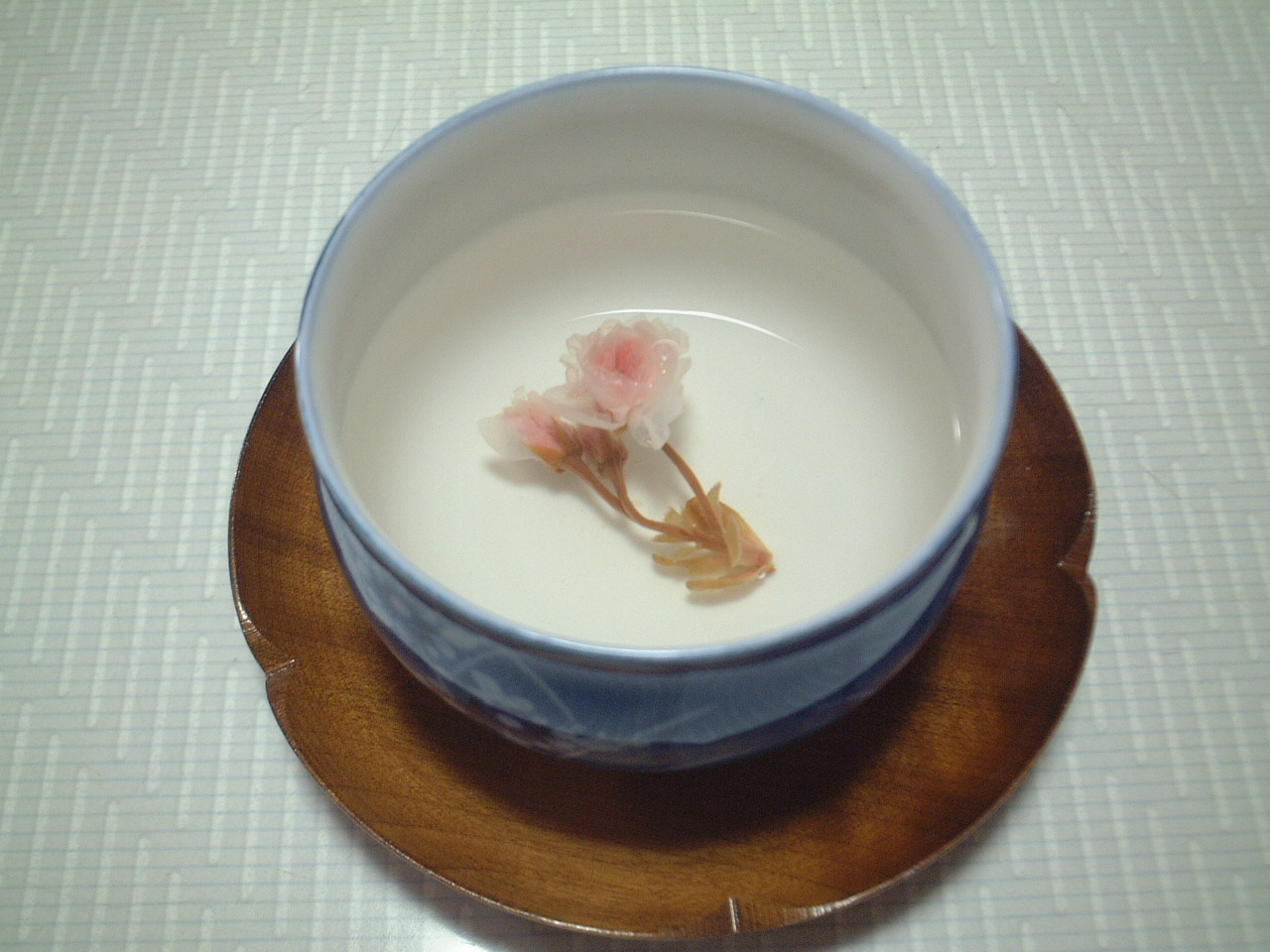
Um copo de sakurayu

Sakurayu (em japonês:  桜湯), Sakura-cha(桜茶), ou "chá de flor de cerejeira", é uma bebida quente baseada em infusão da culinária japonesa, criada pela mistura de flores de cerejeira em conserva com água quente. Essa combinação se torna uma espécie de chá herbal, e é tradicional na cultura do Leste asiático há muitas gerações.

## Preparação
O principal ingrediente, pétala de flor de cerejeira, só pode ser colhida por um curto período de tempo a cada ano. A colheita ocorre quando as árvores florescem, do meio para o fim da primavera do hemisfério Norte, entre os meses de maio e junho. Assim, os chás de melhor qualidade, feitos com flores frescas, só estão disponíveis sazonalmente. Depois de terem os caules e outras partes removidos, as pétalas são conservadas em vinagre de Prunus mume e sal, e subsequentemente desidratadas. O resultado são flores secas e curadas com uma leve camada salgada sobre sua superfície. As pétalas secas são então armazenadas ou seladas em pacotes de chá, e então, vendidas.
Para produzir o sakurayu, algumas dessas flores em conserva - geralmente uma ou duas - devem ser colocadas em um copo com água fervente. Uma vez cobertas pela água, as pétalas se "abrem" e flutuam. O chá, então, é deixado em infusão até que o sabor chegue à intensidade desejada pelo consumidor, e servido ainda quente. O sabor resultante é levemente salgado e ácido.

## Servindo o chá
A expressão japonesa "ocha wo nigosu" お茶をにごす (ocha wo nigosu) se refere ao modo de servir o chá. Ocha significa chá, e nigosu significa "tornar turvo". A expressão, então, se traduz literalmente para "tornar o chá turvo"; no entanto, o significado da expressão é "ser evasivo", "ser vago" ou "ser descomprometido". Essa denotação explica porque o chá verde, cuja aparência é turva, não é servido em casamentos.
Já o sakurayu, de aparência translúcida e clara, costuma ser servido em ocasiões auspiciosas, por ter características consideradas mais apropriadas para um casamento, ou futuro, saudável.